# Alfred Graefe
Karl Alfred (eller Alfred Karl) Graefe, född den 23 november 1830 i Martinskirchen vid Mühlberg/Elbe, död den 12 april 1899 i Weimar, var en tysk oftalmolog, brorson till Karl Ferdinand von Graefe.
Graefe blev 1858 docent i oftalmologi och 1864 extra ordinarie professor i Halle an der Saale samt var 1873-92 ordinarie professor där. Tillsammans med Theodor Saemisch redigerade han "Handbuch der gesammten Augenheilkunde" (sju band, 1874-80; en ny, av Saemisch ensam redigerad upplaga började utkomma 1899).